# Girelle
Ne doit pas être confondu avec Girella.
Taxons concernés
Dans la famille des Labridae :
- Dans les genres :
  - Cheilio
  - Coris
  - Halichoeres
  - Macropharyngodon
  - Pseudojuloides
  - Stethojulis
  - Thalassomamodifier

Le terme girelle est le nom vernaculaire donné à certains poissons osseux de petite taille de la famille des Labridae. Sont inclus dans le groupe des Acanthoptères. De forme élégante, aux couleurs vives et brillantes, ils sont abondants dans les mers chaudes, communs en Méditerranée et entrent notamment dans la préparation de la soupe de poisson.

## Changement de sexe
Comme le mérou, la girelle[Laquelle ?] peut changer de sexe, une fois au cours de sa vie, de femelle à mâle.
On parle alors d'un mode de reproduction protérogynique.
Ce changement de sexe se fait lorsqu'il n'y a plus de mâle dominant. Pendant la phase de mutation, qui peut durer plusieurs semaines, la girelle semble très affaiblie, elle perd de sa vivacité, se montre peu et peut même rester enfouie plusieurs jours. Elle se nourrit moins, voire pas du tout, et sa peau perd de son éclat.

## Liste alphabétique des espèces appelées «girelle»
Comme souvent, girelle est un nom vernaculaire utilisé pour décrire plusieurs espèces de plusieurs genres. Attention, parfois un même nom fait référence à des espèces différentes selon le lieu géographique.
- Girelle ou girelle commune (France) - Coris julis
- Girelle ou girelle échiquier (Maurice) - Halichoeres hortulanus (labre échiquier)
- Girelle arc-en-ciel (Maurice) - Halichoeres scapularis
- Girelle arc-en-ciel (Maurice, Maldives) - Halichoeres marginatus
- Girelle à bande jaune (Maurice) - Halichoeres pelicieri
- Girelle bossue (Maldives) - Coris aygula
- Girelle de Cortez (France) - Thalassoma lucasanum
- Girelle crépuscule (France) - Thalassoma grammaticum
- Girelle diamant (Maurice) - Macropharyngodon bipartitus bipartitus
- Girelle émeraude (France) - Thalassoma virens
- Girelle à épaule jaune (Maurice) - Pseudojuloides xanthomos
- Girelle guêpe (Maldives) - Thalassoma jansenii
- Girelle hublot (France) - Thalassoma purpureum
- Girelle jaune et blanche (Maldives) - Halichoeres leucoxanthus
- Girelle nébuleuse (Maurice) - Halichoeres nebulosus
- Girelle de Noël (France) - Thalassoma trilobatum
- Girelle à œil rouge (Maurice) - Pseudojuloides erythrops
- Girelle paon (France) ou Girelle turque - Thalassoma pavo
- Girelle paon (Maldives ; Girelle verte en France et à Djibouti) - Thalassoma lunare
- Girelle paon (Maurice) - Stethojulis albovittata
- Girelle paon de Hardwicke (Maurice) - Thalassoma hardwicke
- Girelle de Pélicier - Halichoeres pelicieri
- Girelle à petits cailloux - (Maurice) - Halichoeres lapillus
- Girelle à raies d'or (Maurice) - Halichoeres cosmetus
- Girelle reine (France) - Coris formosa
- Girelle royale (France) - Coris julis
- Girelle à tache caudale (Maurice) - Coris caudimacula
- Girelle à tache orange (Maurice) - Coris aygula
- Girelle taches d'encre (Maldives) - Thalassoma hardwicke
- Girelle trois points (Maurice) - Halichoeres trispilus
- Girelle turque
- Girelle verte (France, Djibouti ; "Girelle paon aux Maldives) - Thalassoma lunare
- Girelle zigzag (Maldives) - Halichoeres scapularis
- Longue girelle (France, Djibouti) - Cheilio inermis

## Citations / références
- Girelle commune, rouge, turque. Bonne pêche, monsieur le Curé? L'abbé Vilbois (…) répondit avec fierté : « Oui, oui, très bonne, trois loups, deux murènes et quelques girelles » (MAUPASS., Contes et nouv., t. 2, Champ d'oliv., 1890, p. 75). Les ventres de girelles sanglées d'ocre et d'azur (COLETTE, Naiss. jour, 1928, p. 25)
- Les pêcheurs de loups et de rascasses partent à l'aube ; beaucoup plus tard, les pêcheurs rentiers sortent pour passer une journée enflammée sous une toile, à pêcher pageots et girelles. MORAND, Extrav., 1936, p. 171.
- Rem. Girelle, homon., arts céram. cf. girer, rem. 2. Prononc. : []. Étymol. et Hist. 1561 (DU PINET, Dioscoride, II, 32, éd. 1605 ds GDF.). Prob. empr. au prov. girello, dér. de gir « tournoiement », du lat. gyrus « cercle » (le corps de ce poisson porte un anneau coloré; v. BARB. jr Poissons, no 462 et FEW t. 4, p. 359a). Bbg. ARVEILLER (R.). R. Ling. rom. 1975, t. 39, p. 210.